# Гаспари, Ремо
Ремо Гаспари (итал. Remo Gaspari; 10 июля 1921, Джисси, Италия — 19 июля 2011, там же) — итальянский государственный деятель, министр обороны Италии (1987).

## Биография
Окончил юридический факультет Болонского университета, работал адвокатом. Член Палаты депутатов национального парламента (1953—1994) от Христианско-демократической партии Италии.
- 1960—1962 гг. — статс-секретарь Министерства по делам почты и телекоммуникаций,
- 1962—1963 гг. — статс-секретарь Министерства промышленности и торговле,
- 1963—1966 гг. — вновь статс-секретарь Министерства по делам почты и телекоммуникаций,
- 1966—1969 гг. — статс-секретарь МВД,
- 1969—1970 гг. — министр транспорта и гражданской авиации,
- 1970—1972 гг. — министр по реформе государственного управления,
- 1972—1973 гг. — министр здравоохранения Италии,
- 1976—1980 гг. — заместитель председателя ХДП,
- 1980—1981 гг. — министр без портфеля по связям с парламентом,
- 1981—1983 гг. — министр по делам почты и телекоммуникаций,
- 1983—1987 гг. — министр без портфеля по вопросам государственного управления,
- 1987 г. — министр обороны,
- 1987—1988 гг. — министр по координации гражданской защиты Италии,
- 1991—1992 гг. — министр без портфеля по вопросам государственного управления.

В конце своей карьеры его имя упоминалось в антикоррупционных разоблачениях итальянских СМИ, в частности, ему ставился в вину эпизод, связанный с использованием служебного самолёта для того, чтобы успеть посетить футбольный матч.